# 위치 크래프트 워크스
《위치 크래프트 워크스》(일본어: ウィッチクラフトワークス, Witchcraft Works)는 작가 미즈나기 류가 그린 일본의 만화 시리즈이다. 줄거리는 평범한 학생 타카미야 호노카와 카가리 아야카를 중심으로 하고 있다. J.C.STAFF의 애니메 텔레비전 시리즈는 2014년 1월 일본에 상영되기 시작하였다.

## 미디어

### 만화
| 번호 | 일본어 출간일   | 일본어 ISBN            | 영어 출간일      | 영어 ISBN              |
| ---- | --------------- | ---------------------- | ---------------- | ---------------------- |
| 1    | 11월 5일 2010년 | ISBN 978-4-06-310713-5 | 10월 21일 2014년 | ISBN 978-1-941220-00-9 |
| 2    | 7월 7일 2011년  | ISBN 978-4-06-310760-9 | 12월 9일 2014년  | ISBN 9781941220016     |
| 3    | 3월 7일 2012년  | ISBN 978-4-06-387810-3 | 2월 7일 2015년   | ISBN 9781941220177     |
| 4    | 11월 7일 2012년 | ISBN 978-4-06-387849-3 | 4월 21일 2015년  | ISBN 9781941220184     |
| 5    | 5월 5일 2013년  | ISBN 978-4-06-387884-4 | 6월 30일 2015년  | ISBN 9781941220191     |
| 6    | 11월 7일 2013년 | ISBN 978-4-06-387931-5 | 8월 18일 2015년  | ISBN 9781941220207     |
| 7    | 7월 7일 2014년  | ISBN 978-4-06-387981-0 | 10월 13일 2015년 | ISBN 9781941220528     |
| 8    | 1월 7일 2015년  | ISBN 978-4-06-388026-7 | 12월 8일 2015년  | ISBN 9781941220962     |
| 9    | 11월 6일 2015년 | ISBN 978-4-06-388099-1 | 8월 30일 2016년  | ISBN 9781942993155     |
| 10   | 11월 7일 2016년 | ISBN 978-4-06-388201-8 | —                | —                      |

| No. | 한국어판 발매일  |
| --- | ---------------- |
| 1   | 2014년 1월 22일  |
| 2   | 2014년 4월 30일  |
| 3   | 2014년 9월 26일  |
| 4   | 2014년 9월 26일  |
| 5   | 2014년 11월 26일 |
| 6   | 2015년 1월 28일  |
| 7   | 2016년 2월 26일  |
| 8   | 2016년 6월 27일  |
| 9   | 2016년 11월 28일 |
| 10  | -                |

### 애니메이션
| No. | 일본어판 제목                    | 한국어판 제목                | 일본어판 방영일자 | 한국어판 방영일자 |
| 1   | 多華宮君と炎の魔女               | 타카미야와 불꽃의 마녀       | 2014년 1월 5일    | 2014년 1월 9일    |
| 2   | 多華宮君と魔女達の思惑           | 타카미야와 마녀들의 의도     | 2014년 1월 12일   | 2014년 1월 16일   |
| 3   | 多華宮君とクロノワールの罠       | 타카미야와 크로노와의 함정   | 2014년 1월 19일   | 2014년 1월 23일   |
| 4   | 多華宮君といじわるな妹           | 타카미야와 심술쟁이 여동생   | 2014년 1월 26일   | 2014년 1월 30일   |
| 5   | 多華宮君と石眼石手の魔女         | 타카미야와 석안석수의 마녀   | 2014년 2월 2일    | 2014년 2월 6일    |
| 6   | 多華宮君と愛の試練               | 타카미야군과 사랑의 시련     | 2014년 2월 9일    | 2014년 2월 13일   |
| 7   | 多華宮君とノブレス・オブリージュ | 타카미야와 노블레스 오블리주 | 2014년 2월 16일   | 2014년 2월 20일   |
| 8   | 多華宮君と火々里さんの傷         | 타카미야와 카가리의 상처     | 2014년 2월 23일   | 2014년 2월 27일   |
| 9   | 多華宮君と終わりの魔女           | 타카미야와 최후의 마녀       | 2014년 3월 2일    | 2014년 3월 6일    |
| 10  | 多華宮君とウィークエンド・前編   | 타카미야와 위크엔드, 전편    | 2014년 3월 9일    | 2014년 3월 13일   |
| 11  | 多華宮君とウィークエンド・中編   | 타카미야와 위크엔드, 중편    | 2014년 3월 16일   | 2014년 3월 20일   |
| 12  | 多華宮君とウィークエンド・後編   | 타카미야와 위크엔드, 후편    | 2014년 3월 23일   | 2014년 3월 27일   |